# Snooks As a Fireman
Snooks As a Fireman è un cortometraggio muto del 1914 diretto da W.P. Kellino.

## Trama
Le disavventure di un maldestro vigile del fuoco.

## Produzione
Il film fu prodotto dalla EcKo.

## Distribuzione
Distribuito dall'Universal Pictures, il film - un cortometraggio di 176 metri - uscì nelle sale cinematografiche britanniche nell'aprile 1914.